# 426
För andra betydelser, se 426 (olika betydelser).
426 (CDXXVI) var ett normalår som började en fredag i den julianska kalendern.

## Händelser

### Okänt datum
- Chlodio blir kung över de saliska frankerna. Detta blir grunden till det Frankiska riket, som sedermera blir nuvarande Frankrike.
- Kungen över vandalerna, Gunderik, blir även kung över alanerna (omkring detta år).
- Augustinus publicerar De Civitate Dei (Guds stad).
- Sisinnius blir patriark av Konstantinopel.
- Valentinianus III utfärdar den s.k. Citeringslagen.

## Födda
- Liu Shao av Liu Song, kinesisk kejsare

## Avlidna
- Attaces, kung över alanerna